# 康景
康景（英語：Hong King，代號Q16）是香港西貢區議會下轄的選區，1994年設立，2023年取消，末任區議員為獨立民主派人士林少忠。

## 範圍
選區位於將軍澳北，包括寶琳北路沿線的康盛花園、景明苑及位於山下寶康路附近的怡心園，設立時以康盛花園及景明苑人口較多，名稱亦從中取出，與其相連的選區有寶林、慧茵、運亨、軍寶、廣明、坑口西與及翠林，投票站亦因應人口分佈而設有三個，分別位於景明苑附近的翠林體育館、康盛花園範圍的景嶺書院及寶康路附近的聖公會將軍澳基德小學。

## 沿革
1993年港督彭定康推行政改方案，改由選區分界及選舉事務委員會制定區議會選區，選區數目隨人口改變而大幅增加，當中康景選區由原有翠林選區劃出，由靈實醫院、康盛花園加入景明苑組成，而當時寶康路至貿業路一帶尚未開發，亦包括在康景選區內。
1994年區議會選舉，民協羅祥國以幾十票差距擊敗兩位來自港同盟、匯點聯合推薦和自由黨的對手當選，落戶成功，一雪1992年區域市政局補選落敗之恥。而羅氏1995年循當時由區議員組成的選舉委員會界別當選立法局議員，其後跟隨民協加入臨時立法會的決定，擔任臨時立法會議員。基於其擔任全國政協身份，主張民主派與中國政府接觸，為當時民主派所不能接受，亦由於其民協背景不獲親中派支持，最終在1998年立法會選舉選舉委員會界別落敗，其後退出民協。
1999年區議會選舉，本區劃出貿業路運亨路一帶到新增的運亨選區，同時寶康路一帶旭輝臺、富麗花園及慧安園落成，人口有所增加。選舉由退出民協投奔親中派的羅祥國與退出自由黨再參選本區的麥有傑爭奪，最後羅以百餘票差距勝出成功連任。
2003年區議會選舉，選區範圍維持不變，加入公民力量的羅祥國和獨立人士區國標競選，最終羅以十八票差距多於區而當選。
2007年區議會選舉，本區吸引到五人參選，羅祥國爭取連任，民主黨有林少忠參選，亦有中國工黨沈四海、自由黨黃耀威及獨立鄭啟樂參選，五人混戰下，林少忠以四成七得票當選，羅祥國從此專注學術界，以智囊身份參與親中派活動。
2011年區議會選舉，由林少忠與公民力量梁樂深對決，結果由林以接近六成得票當選連任。
2015年區議會選舉，靈實醫院改劃至廣明選區，新民黨及公民力量派出陳健浚參選康景選區，結果林少忠以三千多票打敗得二千多票的陳健浚第三次當選。2016年林少忠由民主黨轉投新民主同盟，成為當中的第16位區議員，使新同盟超越15個區議員的門檻（參選人不可提名自己），可以自行派出代表參選俗稱超級區議員的立法會區議會第二功能組別。
2019年區議會選舉，選委會指將軍澳北康景及運亨選區人口接近上限，故此將本區的旭輝臺、富麗花園及慧安園與運亨選區的茵怡花園新劃為慧茵選區，以平衡與其他選區的人口差距。由於新選區並非設立在人口持續增長的將軍澳南，而兩個受影響選區議席皆由新民主同盟當選，新同盟認為有關改動是政治劃區，但最終由於未有其他可行劃法，結果維持設立慧茵選區的決定。選舉由上屆參選的候選人再次對決，結果反修例運動推動選民投票，由林少忠以4,037票多於陳健浚2,140票當選。2021年6月，新民主同盟宣佈解散，成員改以獨立民主派身份活動；2021年7月，林氏因應政府計劃追討協助民主派初選區議員的酬金津貼傳聞所帶動的區議員辭職潮中，辭去區議員職務。

## 歷屆議員
| 屆別                  | 議員   | 政治聯繫               |      |
| --------------------- | ------ | ---------------------- | ---- |
| 1994年－1999年        | 羅祥國 | 民 香港民主民生協進會  |      |
| 2000年－2003年        | 羅祥國 | 公民力量               |      |
| 2004年－2007年        | 羅祥國 | 公民力量               |      |
| 2008年－2011年        | 林少忠 | 民主黨                 |      |
| 2012年－2015年        | 林少忠 | 民主黨                 |      |
| 2016年－2019年        | 林少忠 | 民主黨 → ND 新民主同盟 |      |
| 2020年－2021年7月12日 | 林少忠 | ND 新民主同盟          |      |
| 2021年7月13日－2023年 | 懸空   | 懸空                   | 懸空 |

## 歷屆選舉結果
| 政党   | 政党            | 候选人    | 票数  | %     | ±      |
| ------ | --------------- | --------- | ----- | ----- | ------ |
|        | 新民主同盟      | ①. 林少忠 | 4,037 | 65.36 | +8.12  |
|        | 新民黨/公民力量 | ②. 陳健浚 | 2,140 | 34.64 | -8.16  |
| 多数票 | 多数票          | 多数票    | 1,897 | 30.72 | +16.24 |

| 政党   | 政党            | 候选人    | 票数  | %     | ±     |
| ------ | --------------- | --------- | ----- | ----- | ----- |
|        | 民主黨          | ①. 林少忠 | 3,274 | 57.24 | -1.99 |
|        | 新民黨/公民力量 | ②. 陳健浚 | 2,446 | 42.76 | +1.99 |
| 多数票 | 多数票          | 多数票    | 828   | 14.48 | -3.98 |

| 政党   | 政党     | 候选人    | 票数  | %     | ±      |
| ------ | -------- | --------- | ----- | ----- | ------ |
|        | 民主黨   | ①. 林少忠 | 2,531 | 59.23 | +11.73 |
|        | 公民力量 | ②. 梁樂深 | 1,742 | 40.77 | +11.10 |
| 多数票 | 多数票   | 多数票    | 789   | 18.46 | +0.63  |

Template:Electionbox majority
| 政党 | 政党     | 候选人    | 票数  | %     | ±      |
| ---- | -------- | --------- | ----- | ----- | ------ |
|      | 中國工黨 | ①. 沈四海 | 37    | 1.06  | 不適用 |
|      | 民主黨   | ②. 林少忠 | 1,652 | 47.50 | 不適用 |
|      | 無黨派   | ③. 鄭啟樂 | 108   | 3.11  | 不適用 |
|      | 公民力量 | ④. 羅祥國 | 1,032 | 29.67 | -20.62 |
|      | 自由黨   | ⑤. 黃耀威 | 649   | 18.66 | 不適用 |

Template:Electionbox candidate with party link
| 政党   | 政党     | 候选人    | 票数  | %     | ±      |
| ------ | -------- | --------- | ----- | ----- | ------ |
|        | 公民力量 | ①. 羅祥國 | 1,558 | 50.29 | 不適用 |
| 多数票 | 多数票   | 多数票    | 18    | 0.58  | 不適用 |

| 政党   | 政党   | 候选人    | 票数  | %     | ±      |
| ------ | ------ | --------- | ----- | ----- | ------ |
|        | 無黨派 | ①. 麥有傑 | 1,240 | 47.71 | 不適用 |
|        | 無黨派 | ②. 羅祥國 | 1,359 | 52.29 | 不適用 |
| 多数票 | 多数票 | 多数票    | 119   | 4.58  | 不適用 |

| 政党   | 政党        | 候选人 | 票数 | %     | ±      |
| ------ | ----------- | ------ | ---- | ----- | ------ |
|        | 民協        | 羅祥國 | 604  | 37.94 | 新選區 |
|        | 港同盟/匯點 | 郭錦明 | 529  | 33.23 | 新選區 |
|        | 自由黨      | 麥有傑 | 459  | 28.83 | 新選區 |
| 多数票 | 多数票      | 多数票 | 75   | 4.71  | 新選區 |